# دار عماري (إب)

تعديل مصدري - تعديل

دار عماري هي إحدى قرى عزلة الحوج القبلي بمديرية إب التابعة لمحافظة إب، بلغ تعداد سكانها 750 نسمة حسب تعداد اليمن لعام 2004.